# 1769
Évszázadok: 17. század – 18. század – 19. század
Évtizedek: 1710-es évek – 1720-as évek – 1730-as évek – 1740-es évek – 1750-es évek – 1760-as évek – 1770-es évek – 1780-as évek – 1790-es évek – 1800-as évek – 1810-es évek
Évek: 1764 – 1765 – 1766 – 1767 –  1768 – 1769 – 1770 – 1771 – 1772 – 1773 – 1774

## Események
- március 16. – Louis Antoine de Bougainville visszatér hároméves föld körüli hajóútjáról.[1]
- április 13. – James Cook kiköt Tahitin, hogy onnan figyelje meg a Vénusz átvonulását a Nap előtt.[2]
- május 8.-9. – Ponte Novunál a franciák legyőzik a Korzikai Köztársaság Pasquale Paoli által vezetett seregét,[3] és megszerzik az uralmat a sziget felett.
- május 19. – Pápává választják Lorenzo Ganganelli bíborost, aki a XIV. Kelemen nevet veszi fel.[4]</ref>
- június 3. – A Vénusz átvonulása a Nap előtt.[5]
- augusztus 18. – Bresciában villámcsapás következtében felrobban egy lőszerraktár.[6]
- október 7. – James Cook kiköt új-Zélandon.[7]
- november 7. – Mária Terézia magyar királynő orvosi kart hoz létre a nagyszombati egyetemen.[8]
- november 25. – Magyarországon először indul szakszerű orvosképzés Egerben 10 hallgatóval. A nagyszombati orvosi kar felállítása után, 1775-ben megszűnik.[9]

## Születések
- január 10. – Michel Ney, francia marsall a napóleoni háborúk idején († 1815)
- január 31. – André-Jacques Garnerin, francia feltaláló, merevített váz nélküli ernyővel elsőnek hajtott végre nagy magasságból sikeres ejtőernyős ugrást († 1823)
- március 14. – Kármán József, író, ügyvéd († 1795)
- március 21. – Dayka Gábor, költő, pap, tanár († 1796)
- március 29. – Nicolas Jean-de-Dieu Soult, Dalmácia hercege, francia marsall († 1851)
- április 11. – Jean Lannes, montebellói herceg, francia marsall († 1809)
- április 14. – Barthélemy Catherine Joubert, francia tábornok a forradalmi és a napóleoni háborúk idején († 1799)
- május 1. – Arthur Wellesley, angol-ír származású brit hadvezér, főhadparancsnok, az Egyesült Királyság miniszterelnöke († 1852)
- június 13. – Gaetano Savi olasz botanikus († 1844)
- augusztus 15. – Napoléon Bonaparte,[10] tábornok, 1804-től francia császár († 1821)
- augusztus 23. – Georges Cuvier, francia zoológus, geológus, az összehasonlító anatómia megalapítója, az őslénytan úttörője († 1832)
- augusztus 25. – Lederer Ignác, császári és királyi tábornagy († 1849)
- augusztus 25. – Alexander von Humboldt, német természettudós és utazó († 1859)
- december 25. – Karl Ludwig Costenoble német színész és színműíró († 1837)

## Halálozások
- február 2. – XIII. Kelemen pápa (* 1693)[11]
- március 2. – Bod Péter, református lelkész, irodalomtörténész (* 1712)